# Matsu (godin)
Matsu (媽祖), ook wel Mazu gespeld, is de Chinese taoïstische Godin van de zee. Ze is een belangrijke godin voor taoïstische mensen die vlak bij zee wonen of vaak op zee zijn. Het aantal mensen dat in Matsu gelooft wordt geschat op 200 miljoen, waarvan 17 miljoen in Taiwan woont.

## Namen
De godin heeft zeer veel namen. De bekendste staan hieronder vermeld in het Mandarijn, Kantonees en soms ook in het Minnan, Minbei, Chaozhouhua en Vietnamees.
- 媽祖 (Mazu) meestal gebruikt in Taiwan en Fujian;
- 天后 (Chinees traditioneel en vereenvoudigd), Tianhou (Mandarijn), Tien Hauw/Tin Hau (Kantonees), Thiên Hậu (Vietnamees) meestal gebruikt in Hongkong, Guangdong, Macau en Vietnam;
- 天妃娘娘 (Chinees traditioneel en vereenvoudigd), Tianfeiliangliang (Mandarijn), Tien Feej Leung Leung (Kantonees);
- 天上聖母 (Chinees traditioneel), 天上圣母 (Chinees vereenvoudigd), Tianshangshengmu (Mandarijn), Thian-siōng-sèng-bó (Minnan), Tien Hauw Sing Môow (Kantonees)
- 聖媽 (traditioneel Chinees) wordt meestal als naam in Chaozhouhua gebruikt

## Ontstaan
De zesde dochter van Lin Yuan (林愿) werd geboren in 960 n. Chr. te Meizhou in de Chinese provincie Fujian. Omdat ze niet vaak huilde na de geboorte kreeg ze de naam Lin Mo (林默) dat stille madame betekent.
De verering van Matsu begon in de Song-dynastie.
Al op jonge leeftijd kon ze goed zwemmen, ze ging vaak tijdens stormen in de zee zwemmen om vissers en zeelui in nood te helpen de weg terug te vinden naar het land.
Op een dag was er een grote typhoon op zee. Moniangs vader en broers waren op zee, daarom bad de familie om hun veilige terugkomst. Op een dag was Moniang aan het weven en kwam in een zekere trance, waarin ze  haar vader en broer aan het redden was. Ze hield haar broer in haar armen en haar vader hield ze met haar mond vast. In haar trance bewoog Moniang niet, waardoor haar moeder dacht dat ze dood was. Haar moeder wekte haar omdat Lin mo in haar trance zat te huilen waardoor haar mond een stukje openging en haar vader in de trance in de zee viel. Alleen Lin Mo en haar broer hadden de storm overleefd toen ze wakker werd.
De populariteit van de godin steeg toen haar geest door vele vissers werd gezien tijdens de regeerperiode van Yongle (1402-1424) in de Ming-dynastie (1368-1644). Daardoor zijn er nog meer tempels aan haar toegewijd.

## Verering

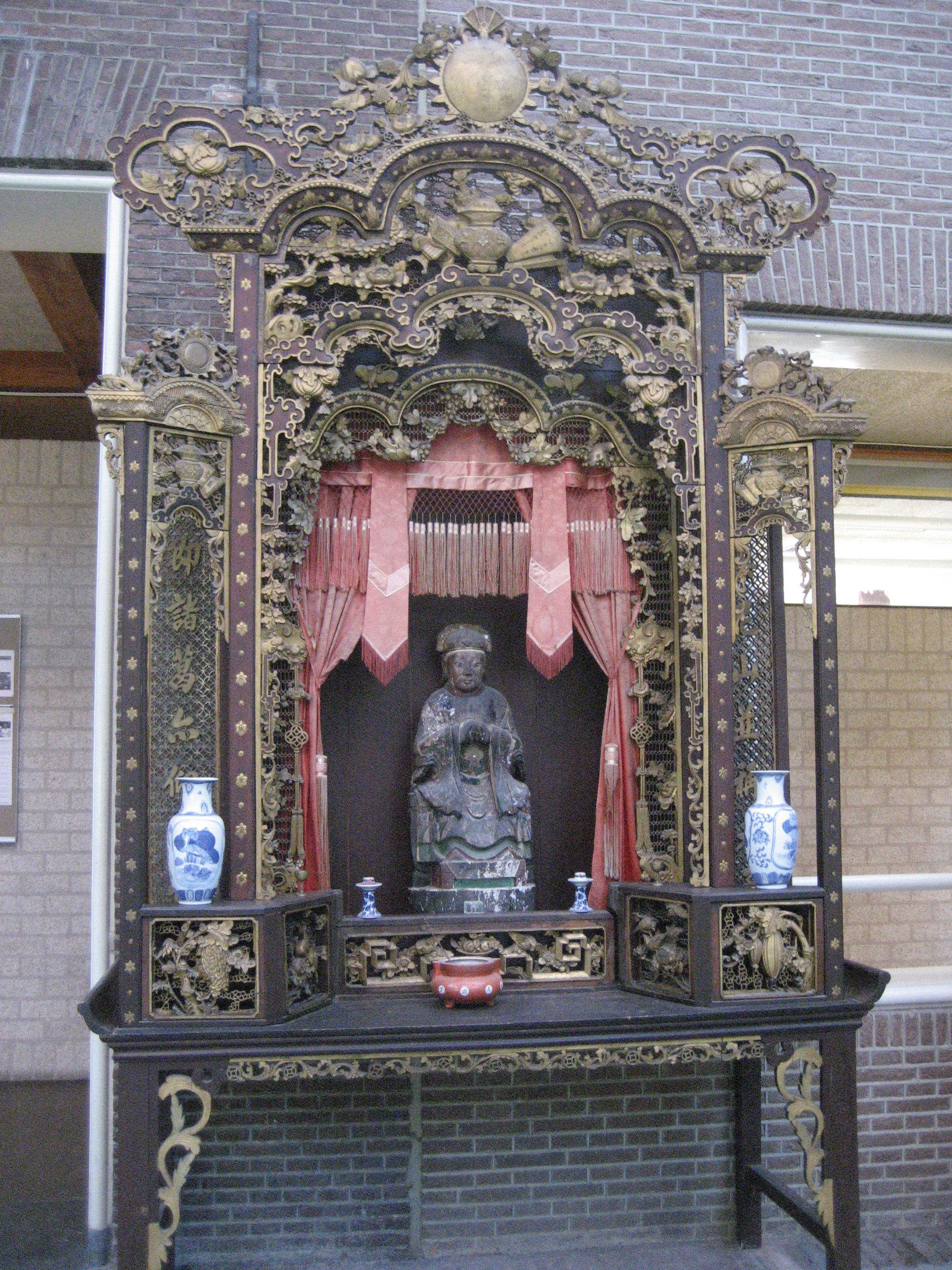
Matsou-tempel in Leiden

Voor de kust van de provincie Fujian is er de Matsu-archipel. De eerste Matsutempel werd gebouwd op Meizhou-eiland, het Matsupaleis van Meizhou.
Overal ter wereld waar veel Chinezen in de buurt van de zee wonen wonen staan tempels waar Matsu wordt geëerd. In Europa staan er nog geen Matsutempels. Matsutempels van overzeese Chinezen zijn vooral te vinden in Zuidoost-Azië. In Australië (land) en Californië zijn ook Matsutempels.
Matsu is vooral populair in de Chinese provincies Zhejiang, Fujian, Guangdong, Hongkong, Macau en in landen zoals Taiwan, Vietnam, Singapore en Maleisië.
In Japan en de Riukiu-eilanden zijn ook tempels van deze godin te vinden.
De verjaardag van Matsu wordt Tianhoubaodan (天后寶誕) genoemd.

## Tin Hau
Tin Hau (spreek uit als: T'ien Hauw) is de Standaardkantonese naam van Matsu. In Hongkong bevindt zich het Tinhau-park, waar allerlei beelden van daoïstische goden en godinnen staan. Er bestaat ook een metrostation in Hongkong met de naam Tin Hau.

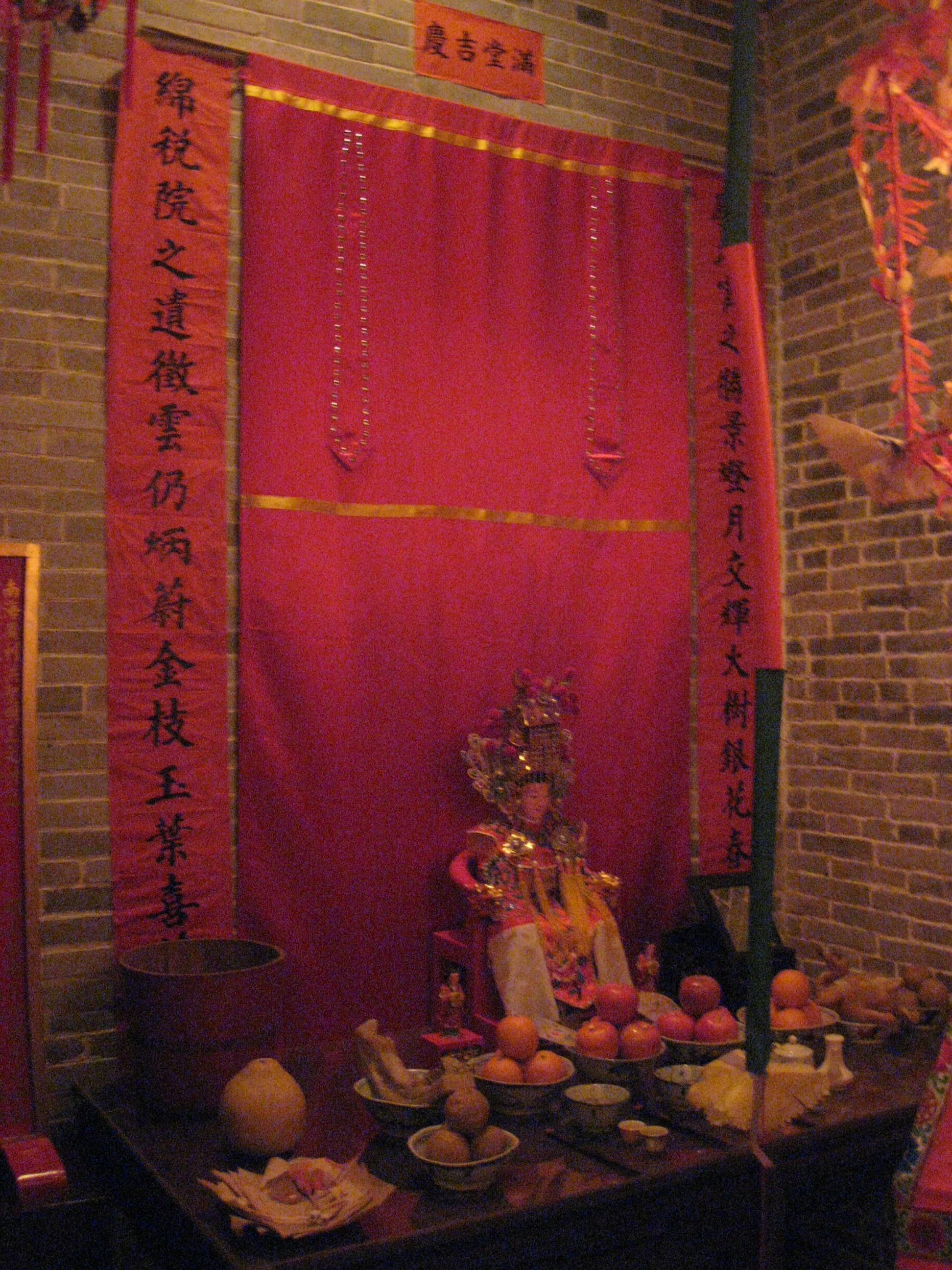
Matsu-altaar
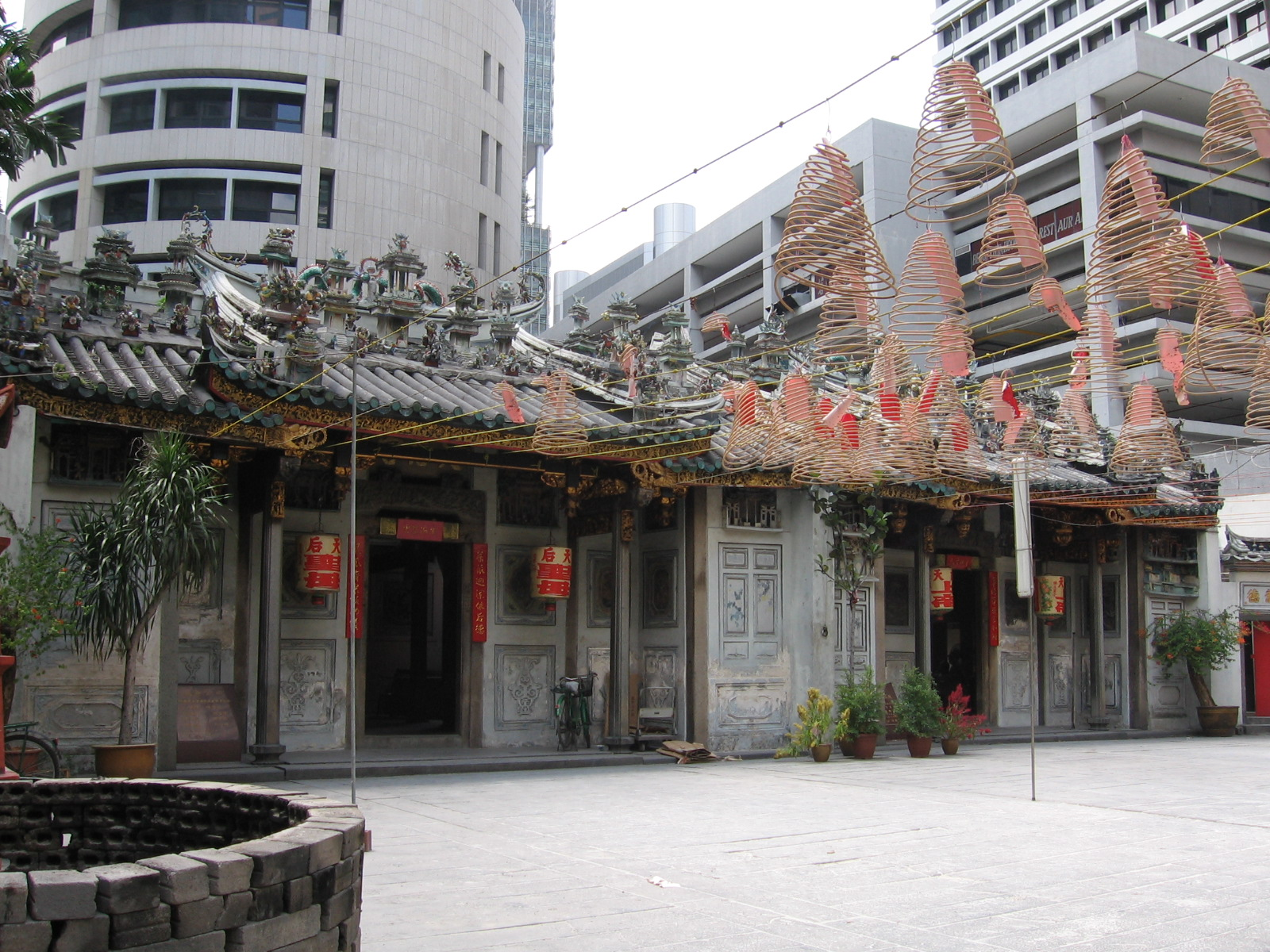
Yueh Hai Chingtempel, een Matsutempel in Singapore
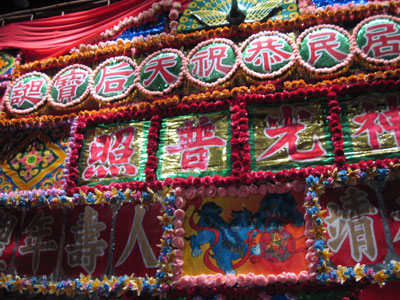
Spandoek uit Hongkongs dorp: "Het volk feliciteert Godin Matsu met haar verjaardag, moge de goden ons beschermen"